# Hostišovce
Hostišovce – wieś (obec) na Słowacji położona w kraju bańskobystrzyckim, w powiecie Rymawska Sobota. Pierwsze wzmianki o miejscowości pochodzą z roku 1333. 
Według danych z dnia 31 grudnia 2012, wieś zamieszkiwało 227 osób, w tym 107 kobiet i 120 mężczyzn.
W 2001 roku rozkład populacji względem narodowości i przynależności etnicznej wyglądał następująco:
- Słowacy – 93%
- Czesi – 0,5%
- Romowie – 4,5%
- Węgrzy – 1%

Ze względu na wyznawaną religię struktura mieszkańców kształtowała się w 2001 roku następująco:
- Katolicy rzymscy – 21,5%
- Ewangelicy – 73%
- Ateiści – 4,5%
- Nie podano – 1%